# 楊方壽
楊方壽（?—?），福建連江縣崇礼铺人，清朝政治人物。
乾隆十三年（1748年）戊辰科進士，擔任广西平樂縣知县。